# Shoto
Shoto, slabo poznata skupina Multnomah Indijanaca, porodica Chinookan, sa sjeverne strane donjeg toka rijeke Columbia nasuprot ušća Willamette, Washington. Prvi Europljani koji ih spominju su članovi ekspedicije Lewisa i Clarka. Po njima je prozvana shoto clay-keramika na s donjeg toka Columbije blizu jezera Vancouver ,gdje su oni živjeli.